# Metanarthecium luteoviride
Metanarthecium es un género monotípico de plantas con flores perteneciente a la familia Nartheciaceae. Su única especie: Metanarthecium luteoviride Maxim., Bull. Acad. Imp. Sci. Saint-Pétersbourg 11: 438 (1867), es originaria de Asia, desde las Islas Kuriles hasta Japón y Corea.

## Variedades
- Metanarthecium luteoviride var. luteoviride.
- Metanarthecium luteoviride var. nutans Masam. in ?.

## Sinonimia
- Aletris luteoviridis (Maxim.) Franch., J. Bot. (Morot) 10: 201 (1896).
- var. luteoviride. Desde las Islas Kuriles hasta Japón y Corea.

- var. nutans Masam. in ?. De Japón en Yakushima.
- Metanarthecium yakumontanum Masam., Trans. Nat. Hist. Soc. Taiwan 28: 115 (1938).
- Metanarthecium luteoviride f. yakusimensis Masam., Mem. Fac. Sci. Taihoku Imp. Univ. 11(4): 551 (1934).[1]